# Acte d'espérance
L'Acte d'espérance est une prière catholique par laquelle le croyant affirme son espérance dans le salut par le Christ, l'espérance étant considérée par la théologie catholique comme l'une des trois vertus théologales.

## Texte et variantes
Son texte français actuellement en usage est le suivant :

« Mon Dieu, j'espère avec une ferme confiance, que vous me donnerez, par les mérites de Jésus-Christ, votre grâce en ce monde et, si j'observe vos commandements, le bonheur éternel dans l'autre, parce que vous l'avez promis et que vous êtes fidèle dans vos promesses. »

Variante attestée en 1989 et 2011, :

« Mon Dieu, j'espère avec une ferme confiance, que vous me donnerez, par les mérites de Jésus-Christ, votre grâce en ce monde et le bonheur éternel dans l'autre, parce que vous l'avez promis et que vous tenez toujours vos promesses. »

Une autre version, avec le tutoiement, attestée en 2008, est la suivante :

« Mon Dieu, j'espère avec une ferme confiance que tu me donneras, par les mérites de Jésus-Christ, ta grâce en ce monde et le bonheur éternel dans l'autre, parce que tu l'as promis et que tu tiens toujours tes promesses. »

## Origine
L'Acte d'espérance se trouve, avec l'Acte de foi, et l'Acte de charité, dans le recueil publié en 1878 sous l'ordonnance du pape Pie IX. Dans ce document, l'Acte d'espérance est défini comme un des actes des vertus théologales.    

« Mon Dieu, parce que vous êtes tout-puissant, infiniment bon et miséricordieux et fidèle dans vos promesses, j'espère par les mérites de la Passion et de la mort de Jésus-Christ notre Sauveur, que vous accorderez un jour la vie éternelle ; car vous l'avez promise à quiconque se conduira en bon chrétien, ce que je me propose de faire avec le secours de votre grâce. »

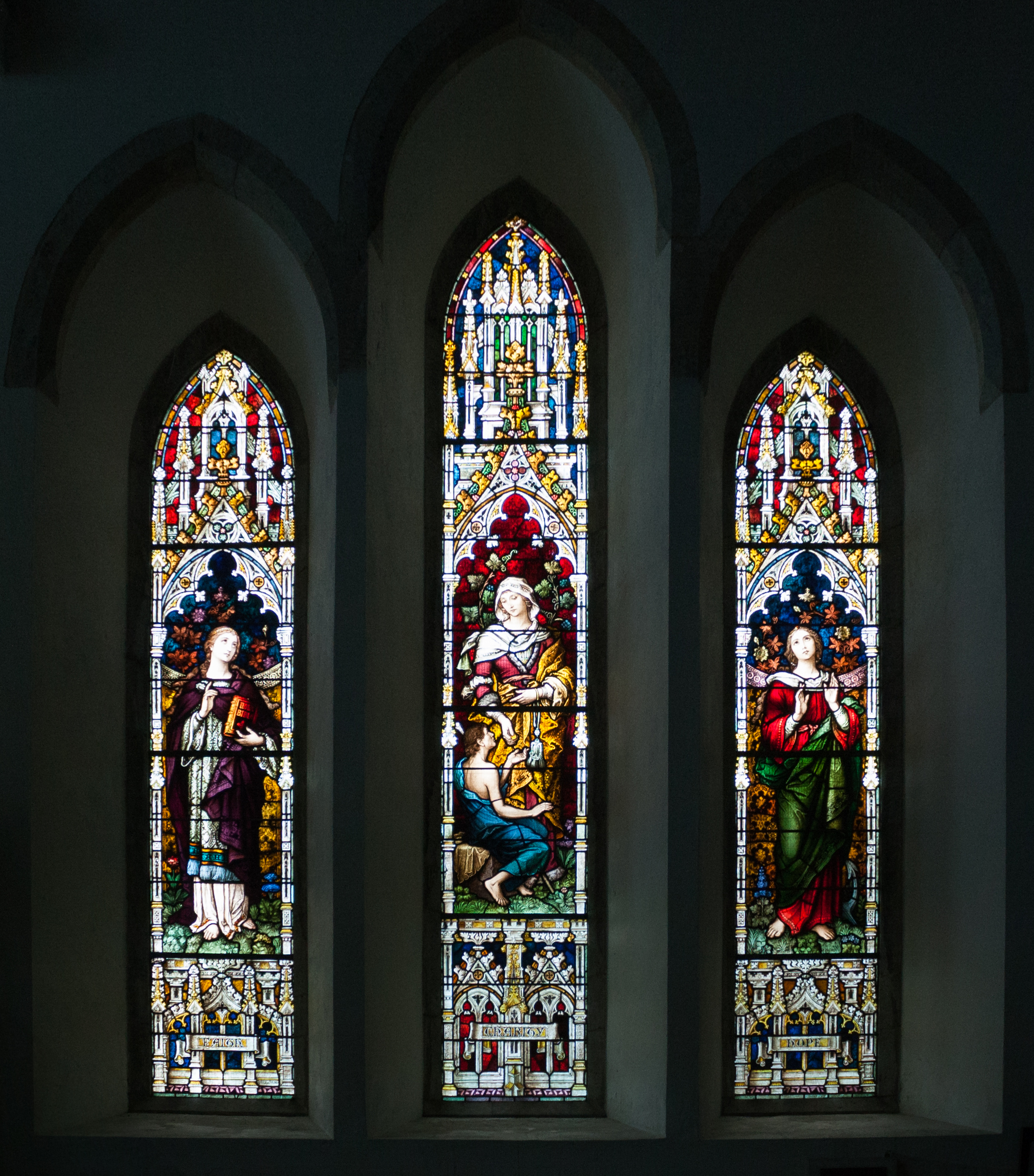
Vertus théologales : foi, charité et espérance.

Il s'agissait des trois prières énoncées par le pape Benoît XIII le 15 janvier 1728, qui furent de nouveau confirmées par le pape Benoît XIV avec le décret de la Sacrée Congrégation des Indulgences daté du 28 janvier 1756, dans l'optique d'accorder des indulgences aux fidèles catholiques. Ces prières ont également pour but d'achever la concorde des princes chrétiens, l'extirpation des hérésies et l'exaltation de la Sainte Église.